# Hungría en los Juegos Olímpicos de Grenoble 1968
Hungría estuvo representada en los Juegos Olímpicos de Grenoble 1968 por un total de 10 deportistas que compitieron en 4 deportes.  
El portador de la bandera en la ceremonia de apertura fue el patinador de velocidad Mihály Martos. El equipo olímpico húngaro no obtuvo ninguna medalla en estos Juegos.